# 仄暗き時の果てより
『仄暗き時の果てより』(ほのぐらきときのはてより)は、2016年12月22日にMOONSTONEより発売されたアダルトゲーム。
人々に襲い掛かる謎の怪物との戦いを描いた本作は『サクラノモリ†ドリーマーズ』に続くサスペンスホラーADVであり、『サクラノモリ†ドリーマーズ』よりもサスペンスの部分に重きが置かれている。
また、Hシーンは純愛ものに限定されている。

## ストーリー
大学生の御城康一は、恋人の死をきっかけに、故郷の島にあまり寄り付かなくなってはいたが、妹・由乃のために時々は帰省している。
ある夏、帰省先で彼は「島に怪物が出没している」という噂を耳にする。
その後、彼は噂通り怪物に襲われてしまう。刀を持った少女・乾駒子に命を救われた康一だったが、怪物が現れた闇の向こうに広がる、禁断の領域を垣間見て…。

## 登場人物

### メインキャラクター
（出典：
御城 康一（ごじょう こういち）
本作の主人公であり、大学に通うため、東京で一人暮らしをしている。

乾 駒子 （いぬい こまこ）
声 - こたつみやこ
島に出没する怪物と闘い続けている少女。
大人しい性格で、年齢不相応に堅い喋り方をする。
校則を理由に夏休み中も制服を着ている。

御城 由乃 （ごじょう ゆの）
声 - 桃山いおん
康一の妹。 同級生である駒子とは親しい関係にある。
天真爛漫で甘えん坊な一面を持つ。幼い頃からお兄ちゃん子で、兄の帰省を心待ちにしている。

真渋 恵里 （ましぶ えり）
声 - サトウユキ
独立して仕事をしている、探偵事務所の所長。
康一を助手として雇っている。島に住む謎の女性から奇妙な依頼を受け、島を訪れることになる。サイコメトリーを持つが、使うことに消極的である。

## スタッフ
（出典：
- 企画 - 呉
- キャラクターデザイン/原画 - 桜坂つちゆ
- シナリオ - 呉
- クリーチャーデザイン - 猫えモン、icula、三澤螢、T-Rex Lab
- 背景美術 - 雪屋町、アトリエてっち、氷みかづき
- デザイン - GETUMENサーキット
- CG彩色 - rastel、芝、もっち雪、八月朔日珈瑠
- OPムービー制作 - 菱野優希（JamJamHouse）
- システム監修 - 薫[retouch.info]
- プロデューサー - 恋純ほたる

## 主題歌
（出典：
オープニングテーマ「leap in your mind」
作詞 - 天ヶ咲麗 / 作曲 - iyuna / 編曲 - iyuna / 歌 - solfa feat.霜月はるか